# Медитација
Медитација је смирено стање организма са главним циљем умиривања и опуштања ума или тзв. „неразмишљања“. У религији, посебно у древним религијама Истока, духовна дисциплина и вештина концентрације на унутрашња, ментална стања, на изазивање визија, просветљења и мистичног доживљаја стапања са Богом или оностраним светом. Као техника психолошке релаксације медитација се практикује у оквиру различитих ментално-хигијенских програма који су усмерени ка неутрализацији последица стресног живота савременог човека. Најпознатији облик медитације је јога. Реч медитација долази од латинске речи meditatio, што је означавало било коју врсту физичке и интелектуалне вежбе, а касније је за ту врсту праксе почео да се употребљава термин контемплација.
Медитација је пракса у којој појединац користи технику - као што је свесност, или фокусирање ума на одређени предмет, мисао или активност - за обучавање пажње и свести, и постизање ментално јасног и емоционално мирног и стабилног стања.‍:228–29‍:180‍:415‍:107 Научници су установили да је медитацију тешко дефинисати, јер се праксе разликују и између традиција и унутар њих.
Медитација се практикује у бројним религијским традицијама. Најранији записи о медитацији (џијана) налазе се у древним хиндуистичким текстовима познатим као Веде, и медитација игра истакнуту улогу у контемплативном репертоару хиндуизма и будизма. Од 19. века, азијске медитативне технике прошириле су се и на друге културе где су такође пронашле примену у недуховним контекстима, као што су посао и здравље.
Медитација може значајно смањити стрес, анксиозност, депресију и бол и побољшати мир, перцепцију, самопоимање и благостање. У току су истраживања како би се боље разумели ефекти медитације на здравље (психолошко, неуролошко и кардиоваскуларно) и друга подручја.

## Медитација у савременој психологији
У савременој психологији појам медитација има значење посебног поступка или технике којом се долази до измењеног стања свести. У оквиру јоге и зен-будизма настали су различити поступци медитације, повезани са одређеним филозофским и религиозним гледиштима. Један од најраспрострањенијих облика медитације је трансцендентална медитација. Реч је о облику јога-медитације прилагођене схватањима, карактеру и навикама човека западне цивилизације.  Трансцендентална медитација не претпоставља никакво филозофско или религиозно уверење и учи се веома брзо. Поступак трансценденталне медитације у књигама није детаљно описан јер подразумева да се он мора научити усмено од учитеља. У главним цртама се састоји у константном понављању мантре и усмерености целокупне пажње на њу. Медитацијом на овај начин се доводи у стање празне или чисте свести, свести без конкретних садржаја. То стање празне свести је стање без узнемирујућих мисли због чега је могуће психичко опуштање и спокојство. Истраживања су показала да се у току трансценденталне медитације организам заиста дубоко одмара. Мишићи су опуштени, пулс умирен, крвни притисак спуштен, базални метаболизам мањи него у сну и слично.

## Медитације моћи
Под ову врсту медитације спадају медитације за отварање чакри, кундалини енергију и слично.
Неке од познатијих верских групација који практикују овакве медитације су Хиндуисти и Спиритуални Сатанисти. Према веровањима Спиритуалних Сатаниста, технике и знања о оваквим медитацијама су човечанству дата директно од Демона, које они називају оригиналним паганским Боговима.